# Danuta Karsten

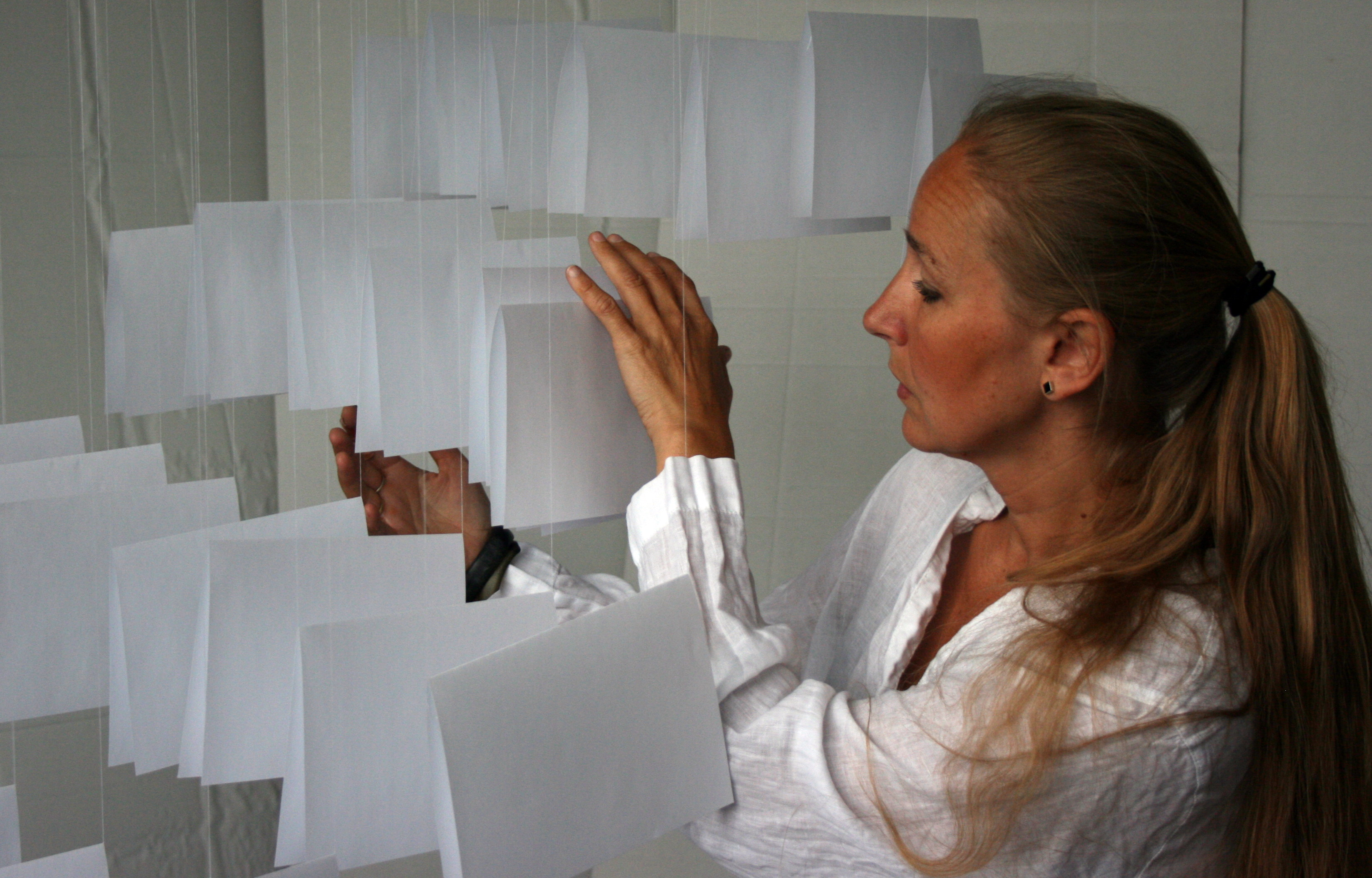
Danuta Karsten

Danuta Karsten (Chroboczek) (ur. 20 maja 1963 w Małej Słońcy) – artystka współczesna, tworzy głównie  instalacje stanowiące aranżację przestrzeni. Dzieciństwo spędziła w Małej Słońcy (woj. pomorskie). W latach 1978–1983 uczęszczała do Liceum Plastycznego w Gdyni. Od 1983 do 1985 roku studiowała w Akademii Sztuk Pięknych w Gdańsku na Wydziale Rzeźby. W okresie 1986–1993 studiowała w Akademii Sztuk Pięknych w Düsseldorfie (Niemcy) w pracowni prof. Günthera Uecker oraz w pracowni prof. Klausa Rinke, pod którego kierunkiem uzyskała dyplom z wyróżnieniem. Od 1986 mieszka i pracuje w Recklinghausen (Niemcy).
Artystka wykorzystuje materiały takie jak papier, szkło wodne, tworzywa sztuczne, mydło, drewno.
Podczas studiów tworzyła sztukę konceptualną, później skupiła się na sile wyrazu materiału (prace z gliny, słomy, pokrzyw, sera, splecionych roślin, papieru, szkła wodnego i pigmentów ziemi instalowane na podłodze). Po 1996 roku zaczęła stosować folię i sznurki z tworzyw sztucznych oraz inne nierzadko białe lub przezroczyste materiały. W przeciwieństwie do prac powstałych przed 1996 r., w których pomieszczenie służyło jedynie prezentacji obiektów artystycznych, po tym okresie artystka tworzyła prace odnoszące się do całej przestrzeni, jaką ma do dyspozycji i która dzięki zainstalowanym materiałom zostaje przekształcona w dzieło sztuki. Przykładem instalacja Świetlny oddech w Galerii Koło w Gdańsku oraz w Zeche Zollverein w Essen. Artystka za każdym razem dopasowuje geometryczne moduły do konkretnego pomieszczenia.

## Nagrody i stypendia

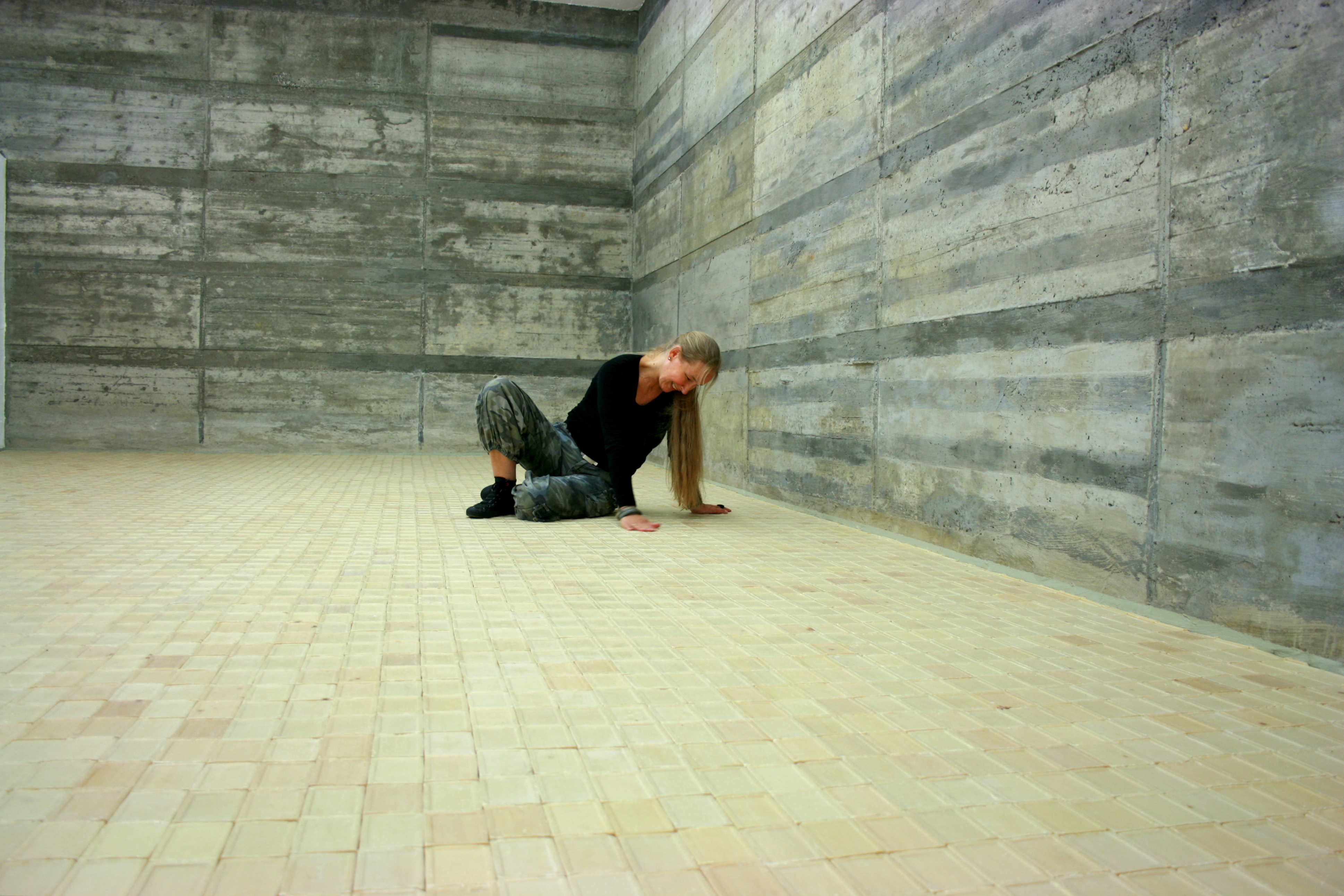
Danuta Karsten na tle swojej pracy złożonej z ok. 8000 kawałków szarego mydła, Galeria Idelmann, Gelsenkirchen, 2010

- 1997 Kulturförderstipendium der westfälischen Wirtschaft 1997 | Münster
- 1998 Sonderpreis des Lovis-Corinth-Preis der Künstlergilde | Museum Ostdeutsche Galerie| Regensburg

Laudator : Prof. Dr. Dieter Ronte | Kunstmuseum Bonn | Bonn
- 2003 Ehrendiplom der Jutta Cuny- Franz Foundation für Glaskunst | Düsseldorf
- 2004 Stipendium 2004 der Stiftung Künstlerdorf Schöppingen | Schöppingen
- 2009  Gościnne wykłady w Akademii Sztuk Pięknych w Gdańsku | Gdańsk

## Wybrane wystawy

### Indywidualne
- 1994 Rauminstallation | Phillip-Nicolai-Kirche | Recklinghausen
- 1995 Rauminstallation | Reformationskirche |Recklinghausen

Das Heilige | Rauminstallation | Sankt-Johannes-Kirche | Recklinghausen
- 1997 Räume | Kunsthaus Essen
- 1998 Objekte und Installationen | Städtische Galerie Remscheid | mit Renate Neuser
- 1999 Galerie m | Bochum | mit Dounia Oualit

Schloßgalerie Nordkirchen
- 2000 Galeria KOŁO | Gdańsk
- 2001 Orte und Räume | Kunstverein Radolfzell

Danuta Karsten – Rauminstallationen | Museum Bochum
- 2002 Installationen | Lohtorgalerie | Recklinghausen
- 2005 Papierraum | Studio A | Museum gegenstandsfreier Kunst | Otterndorf
- 2006 neue Orte | Galerie im Schloß Borbeck | Essen
- 2006 Installation | Orangerie | Reda Wiedenbrück
- 2007 Das Licht   | Thomaskirche | Espelkamp
- 2007 Sprachzeichen- Raumzeichen | Galerie Kränzl | Göppingen | mit Dirk Hupe
- 2008 d durch d | Galerie plan-d | Düsseldorf | mit Dirk Pleyer
- 2009  OBEN | Erich Brost-Pavillon, Kohlewäsche, Zollverein | Essen
- 2010 3/10 Installation | Künstlerzeche Unser Fritz 2/3 | Herne | Kulturhauptstadt Europa 2010
- 2010 Saubere Sache | Galerie Idelmann | Gelsenkirchen

### Zbiorowe
- 1990 ART LITO ´90 „STRANCI” | Split | Jugoslawien

- 1995 Kunstpreis junger westen 95 | Skulptur | Kunsthalle Recklinghausen
- 1996 Eventa³ | International Art Exhibition | Uppsala/Schweden
- 1997 SALDO – Klasse Rinke 1974 – 1997 | Kunstmuseum Düsseldorf

Märkisches Stipendium für bildende Kunst 1998 | Städtische Galerie Lüdenscheid
Kunstpreis junger westen ´97 | Zeichnung und Graphik | Kunsthalle Recklinghausen
Kulturförderstipendium der westfälischen Wirtschaft 1997| Westfälisches Landesmuseum für Kunst und Kulturgeschichte Münster
- 1998 Unter die Haut | Symposium | ArToll Kunstlabor e.V. | Bedburg-Hau

Große Kunstausstellung NRW | Düsseldorf
- 1999 Strategie und Spiel | Galerie Münsterland | Emsdetten

Konkrete Kunst und Abstraktion | Goethe-Institut Krakau | Galerie ZPAP „Sukiennice“| Kraków
Spektrum | Museum Ostdeutsche Galerie | Regensburg
Spektrum | Muzeum Narodowe w Gdańsku | Gdańsk
- 2000 Galerie Studio | Warszawa

Raumbezogene Projekte | Kunstverein Gelsenkirchen
International Art Prize 2000 | Skulpturen, Installationen, Objekte | Kunstverein Hürth e.V     im Werk 2
- 2001 6 Positionen junge Kunst | Stadtmuseum Hattingen

ausgerollt | preis des vestischen künstlerbundes 2001 | Kutscherhaus Recklinghausen
- 2002 Stoff | Malerei – Plastik – Installationen | Galerie Albstadt

25 Jahre Kunsthaus Essen | Essen
4. Internationaler Kunstpreis 2002 | Skulpturen – Installationen – Objekte | Kunstverein Hürthe.V. im Werk P2
- 2003 via fenestra | St. Marienkirche | Frankfurt/Oder

meridian 8°  | Galeria Kronika | Bytom
- 2005 Lohn der Arbeit | Westdeutscher Künstlerbund 2005 | Oberhausen
- 2006 Künstlerball | Kunstverein Gelsenkirchen | Museum Gelsenkirchen
- 2007 Space as the place | Centrum Sztuki Współczesnej Łaźnia | Gdańsk

Space as the place 2 | Galeria Kronika | Bytom
- 2008 Papier | Galerie Albstadt | Albstadt

Gegenstandslos | Gesellschaft für Kunst und Gestaltung e.V.| Bonn
- 2009 Einblicke | Kutscherhaus Recklinghausen | Vestischer Künstlerbund

WECHSELWIRKUNG | Westdeutscher Künstlerbund | ASP w Łodzi | Łódź
- 2010 Europejska Stolica Kultury 2010 (inauguracja) | Mischanlage Kokerei | Zeche Zollverein|Essen

Über Wasser gehen | Kulturhauptstadt Europa- Projekt 2010 |  Dortmund
- Oficjalna Strona Internetowa Danuty Karsten